# Tirol KTM Cycling Team
Il Tirol KTM Cycling Team, noto in passato come Tyrol Team, è una squadra austriaca di ciclismo su strada maschile con licenza di UCI Continental Team.
Attiva come squadra UCI dal 2008, ha sede a Innsbruck, nel Tirolo, ed è sponsorizzata dal Land del Tirolo e dal telaista KTM Fahrrad. Nel palmarès della squadra, attiva perlopiù nelle gare del calendario UCI Europe Tour, rientrano una vittoria di tappa al Giro d'Austria 2015, grazie a Lukas Pöstlberger, e successi in prove di classe 1.2, 2.2, 1.2U e 2.2U. Hanno gareggiato per la squadra anche altri ciclisti poi approdati al World Tour come Marco Haller, Patrick Konrad, Gregor Mühlberger, Michael Gogl, Patrick Gamper e Georg Zimmermann.

## Cronistoria

### Annuario
| Anno | Codice | Nome                     | Cat. | Biciclette | Dirigenza |
| ---- | ------ | ------------------------ | ---- | ---------- | --- |
| 2008 | TYR    | Tyrol-Team Radland Tirol | CT   | KTM        | Manager: Thomas Pupp Dir. sportivi: Harald Berger, Christian Angermaier, Georg Totschnig |
| 2009 | TYR    | Tyrol-Team Radland Tirol | CT   | KTM        | Manager: Georg Totschnig Dir. sportivi: Thomas Pupp, Harald Berger |
| 2010 | TYR    | Tyrol Team               | CT   | KTM        | Manager: Georg Totschnig Dir. sportivi: Harald Berger, Thomas Pupp |
| 2011 | TYR    | Tyrol Team               | CT   | KTM        | Manager: Georg Totschnig Dir. sportivi: Harald Berger, Franz Berger, Gottfried Eder, Alexander Posselt, Thomas Pupp, Philipp Wanner, Manfred Winkler, Harald Wisiak                                |
| 2012 | TIR    | Tirol Cycling Team       | CT   | KTM        | Manager: Thomas Pupp Dir. sportivi: Georg Totschnig, Harald Berger, Erich Bertoni, Mario Lexmüller, Martin Obex, Roland Pils, Thomas Pupp, Luka Rakusa, Christoph Schaffler, Bernhard Spieslehner  |
| 2013 | TIR    | Tirol Cycling Team       | CT   | KTM        | Manager: Harald Berger Dir. sportivi: Georg Totschnig, Franz Berger, Erich Bertoni, Gottfried Eder, Srečko Glivar, Mario Lexmüller, Roland Pils, Thomas Pupp, Bernhard Spieslehner, Philipp Wanner |
| 2014 | TIR    | Tirol Cycling Team       | CT   | KTM        | Manager: Thomas Pupp Dir. sportivi: Georg Totschnig, Harald Berger, Gottfried Eder, Srečko Glivar, Mario Lexmüller, Roland Pils, Bernhard Spieslehner, Philipp Wanner                              |
| 2015 | TIR    | Tirol Cycling Team       | CT   | KTM        | Manager: Thomas Pupp Dir. sportivi: Roland Pils, Harald Berger, Erich Bertoni, Valter Bonča, Gottfried Eder, Srečko Glivar, Mario Lexmüller, Bernhard Spieslehner                                  |
| 2016 | TIR    | Tirol Cycling Team       | CT   | KTM        | Manager: Thomas Pupp Dir. sportivi: Srečko Glivar, Harald Berger, Hannes Kapeller, Eros Pavarini                                                                                                   |
| 2017 | TIR    | Tirol Cycling Team       | CT   | KTM        | Manager: Harald Berger Dir. sportivi: Roberto Damiani, Valter Bonča, Giorgio Brambilla, Johannes Breckner, Leonardo Canciani, Hannes Kapeller, Eros Pavarini, Thomas Pupp                          |
| 2018 | TIR    | Tirol Cycling Team       | CT   | KTM        | Manager: Harald Berger Dir. sportivi: Leonardo Canciani, Harald Berger, Guido Carlet, Jochen Hahn, Peter Leo, Thomas Pupp, Žiga Slak                                                               |
| 2019 | TIR    | Tirol KTM Cycling Team   | CT   | KTM        | Manager: Thomas Pupp Dir. sportivi: Gregor Gazvoda, Harald Berger, Valter Bonča, Guido Carlet, Gerrit Glomser, Peter Leo, Damir Pekas, Frank Pennings, Žiga Slak                                   |
| 2020 | TIR    | Tirol KTM Cycling Team   | CT   | KTM        | Manager: Thomas Pupp Dir. sportivi: Gregor Gazvoda, Harald Berger, Valter Bonča, Gerrit Glomser, Peter Leo, Damir Pekas, Frank Pennings, Žiga Slak                                                 |
| 2021 | TIR    | Tirol KTM Cycling Team   | CT   | KTM        | Manager: Thomas Pupp Dir. sportivi: Gregor Gazvoda, Harald Berger, Valter Bonča, Gerrit Glomser, Peter Leo, Žiga Slak                                                                              |
| 2022 | TIR    | Tirol KTM Cycling Team   | CT   | KTM        | Manager: Thomas Pupp Dir. sportivi: Gregor Gazvoda, Peter Leo, Jure Pavlič |
| 2023 | TIR    | Tirol KTM Cycling Team   | CT   | KTM        | Manager: Thomas Pupp Dir. sportivi: Gregor Gazvoda, Peter Leo, Jure Pavlič |
| 2024 | TIR    | Tirol KTM Cycling Team   | CT   | KTM        | Manager: Thomas Pupp Dir. sportivi: Gregor Gazvoda, Gregory Baustert, Peter Leo, Jure Pavlič |
| 2025 | TIR    | Tirol KTM Cycling Team   | CT   | KTM        | Manager: Thomas Pupp Dir. sportivi: Martin Taschler, Pit Leyder, Fabian Seider |

## Palmares

### Campionati nazionali
- Campionati austriaci: 1

In linea: 2025 (Tim Wafler)

## Organico 2025
Aggiornato al 1º gennaio 2025.

### Staff tecnico
|  | Naz.                   | Ruolo | Sportivo        |  |  |  |
|  | ---------------------- | ----- | --------------- |  |  |  |
|  | Austria (bandiera)     | GM    | Thomas Pupp     |  |  |  |
|  | Italia (bandiera)      | DS    | Martin Taschler |  |  |  |
|  | Lussemburgo (bandiera) | DS    | Pit Leyder      |  |  |  |
|  | Italia (bandiera)      | DS    | Fabian Seider   |  |  |  |

### Rosa
|  | Naz.                     |  | Sportivo                 | Anno |  |  |
|  | ------------------------ |  | ------------------------ | ---- |  |  |
|  | Germania (bandiera)      |  | Henri-Johannes Appelbaum | 2004 |  |  |
|  | Norvegia (bandiera)      |  | Trym Brennsæter          | 2003 |  |  |
|  | Gran Bretagna (bandiera) |  | Mattie Dodd              | 2004 |  |  |
|  | Austria (bandiera)       |  | Benjamin Eckerstorfer    | 2004 |  |  |
|  | Norvegia (bandiera)      |  | Simen Evertsen-Hegreberg | 2004 |  |  |
|  | Svizzera (bandiera)      |  | Nicolas Ginter           | 2006 |  |  |
|  | Austria (bandiera)       |  | Jonas Holzknecht         | 2004 |  |  |
|  | Slovacchia (bandiera)    |  | Samuel Novák             | 2005 |  |  |
|  | Austria (bandiera)       |  | David Paumann            | 2003 |  |  |
|  | Austria (bandiera)       |  | David Preyler            | 2004 |  |  |
|  | Austria (bandiera)       |  | Jakob Purtscheller       | 2004 |  |  |
|  | Austria (bandiera)       |  | Felix Rützler            | 2006 |  |  |
|  | Austria (bandiera)       |  | Marco Schrettl           | 2003 |  |  |
|  | Austria (bandiera)       |  | Tim Wafler               | 2002 |  |  |
|  | Austria (bandiera)       |  | Manolo Wrolich           | 2006 |  |  |